# Chorisodontium dicranellatum
Chorisodontium dicranellatum är en bladmossa som beskrevs av Heikki Roivainen 1937 i Annales Botanici Societatis Zoologicæ-Botanicæ Fennicæ “Vanamo”. Chorisodontium dicranellatum ingår i släktet Chorisodontium och familjen Dicranaceae. Inga underarter finns listade i Catalogue of Life.